# Karl von Knorring
Karl von Knorring (Кнорринг, Карл Фёдорович en russe) (1746-1820) est un baron allemand de la Baltique, sujet de l'Empire russe, qui fut lieutenant-général russe et gouverneur de la Géorgie (1801–1803). Il est le frère du général baron Gotthard Johann von Knorring.

## Biographie
Il est le fils de Adam Friedrich von Knorring (1713-1761), propriétaire terrien, juge, et de la comtesse Dorothea Elisabeth von Zoege Manteuffel (1719-1792). Il entre, avec son frère Gotthard, dans le corps des cadets gentilhomme de Saint-Pétersbourg en 1758. Il est diplômé de l'école militaire en 1764 sous le règne de Catherine II. Il participe par la suite à la Guerre russo-turque de 1768 à 1774 au cours de laquelle il est promu major en second (секунд-майор), équivalent au 6e rang de la Table des Rangs. Il sert ensuite au 10e régiment (Novgorod) de dragons puis dans l'infanterie. Il est décoré de l'ordre de Saint-Georges au cours de la seconde guerre russo-turque de 1787-1792 pour sa bravoure lors du siège d'Otchakov. Il est promu colonel en 1789, général de brigade en 1794. Il fut commandant du 7e régiment d'infanterie (Rewelski) entre 3 décembre 1796 et le 2 mars 1799. Il est major-général (27 janvier 1797) puis nommé lieutenant-général le 9 novembre 1798. Commandant du 64e régiment d'infanterie (Kazan) (2 mars 1799-11 septembre 1802). Il est fait chevalier grand-croix de l'ordre de Saint-Jean de Jérusalem (Russie impériale) sous le numéro 118 le 11 juin 1800. Il termine sa carrière comme gouverneur de la Géorgie de 1801 à 1803.
Son manoir brûle lors de l'incendie de Moscou en 1812. Il décède en 1820. Il est inhumé au cimetière Vvedenskoye.